# Inversionswetterlage

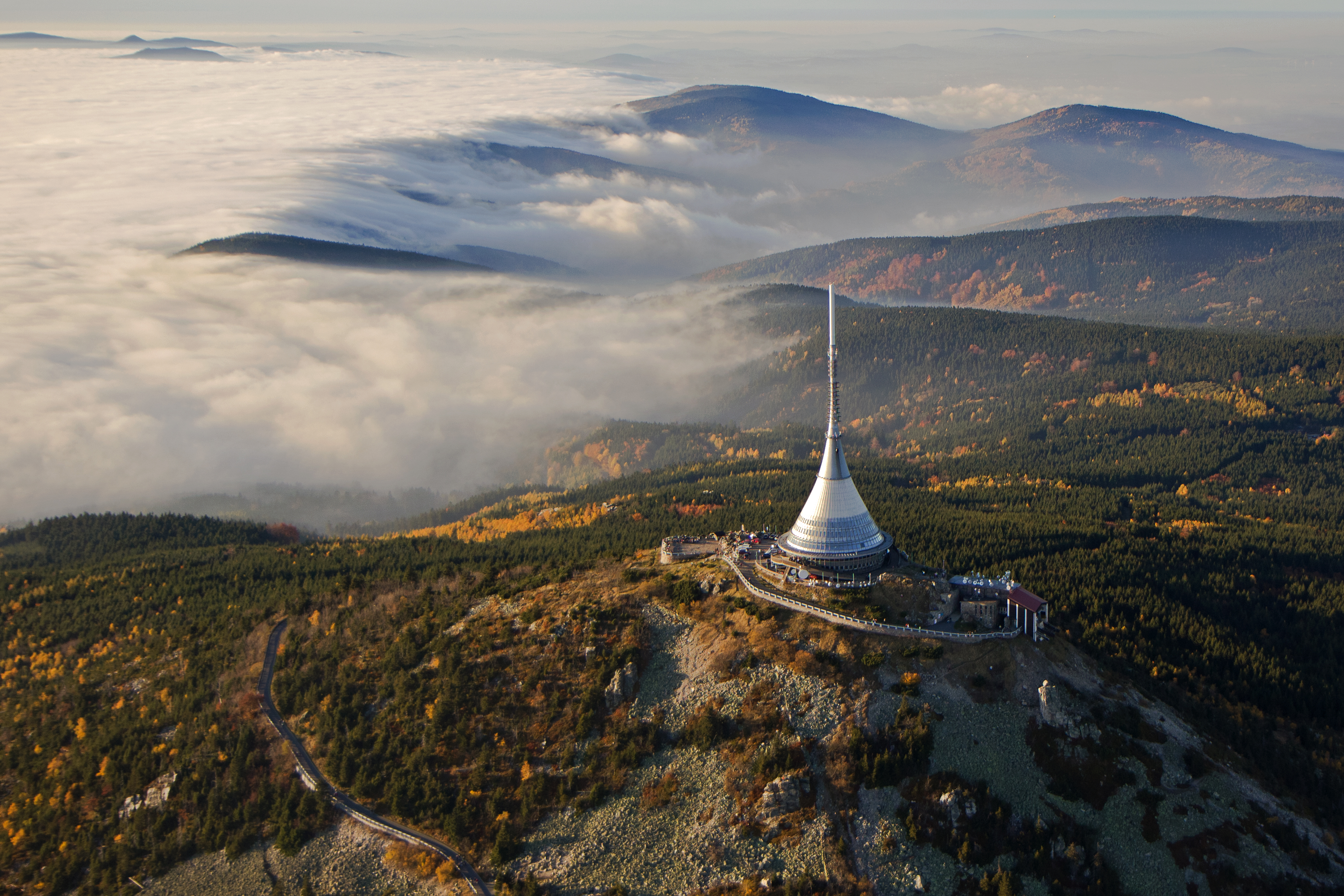
Typische herbstliche Inversionswetterlage am Ještěd. Auf den Bergen ist es wärmer als im Tal

Eine Inversionswetterlage, auch Umkehrwetterlage, ist eine Wetterlage, die durch eine Umkehr (lateinisch: inversio) des üblichen vertikalen Temperaturgradienten in der Atmosphäre geprägt ist: Die oberen Luftschichten sind hierbei wärmer als die unteren. Der Bereich, in dem diese Inversion auftritt, wird als Inversionsschicht bezeichnet. Indem die Lufttemperatur mit der Höhe ansteigt, bildet sich in der Troposphäre eine stabile Schichtung aus, und die natürliche Konvektion kommt zum Erliegen. Die Voraussetzungen für Inversionswetterlagen werden durch die Topographie des Geländes beeinflusst. Sie treten in Gebirgen häufiger auf als im Flachland.

## Grundlagen

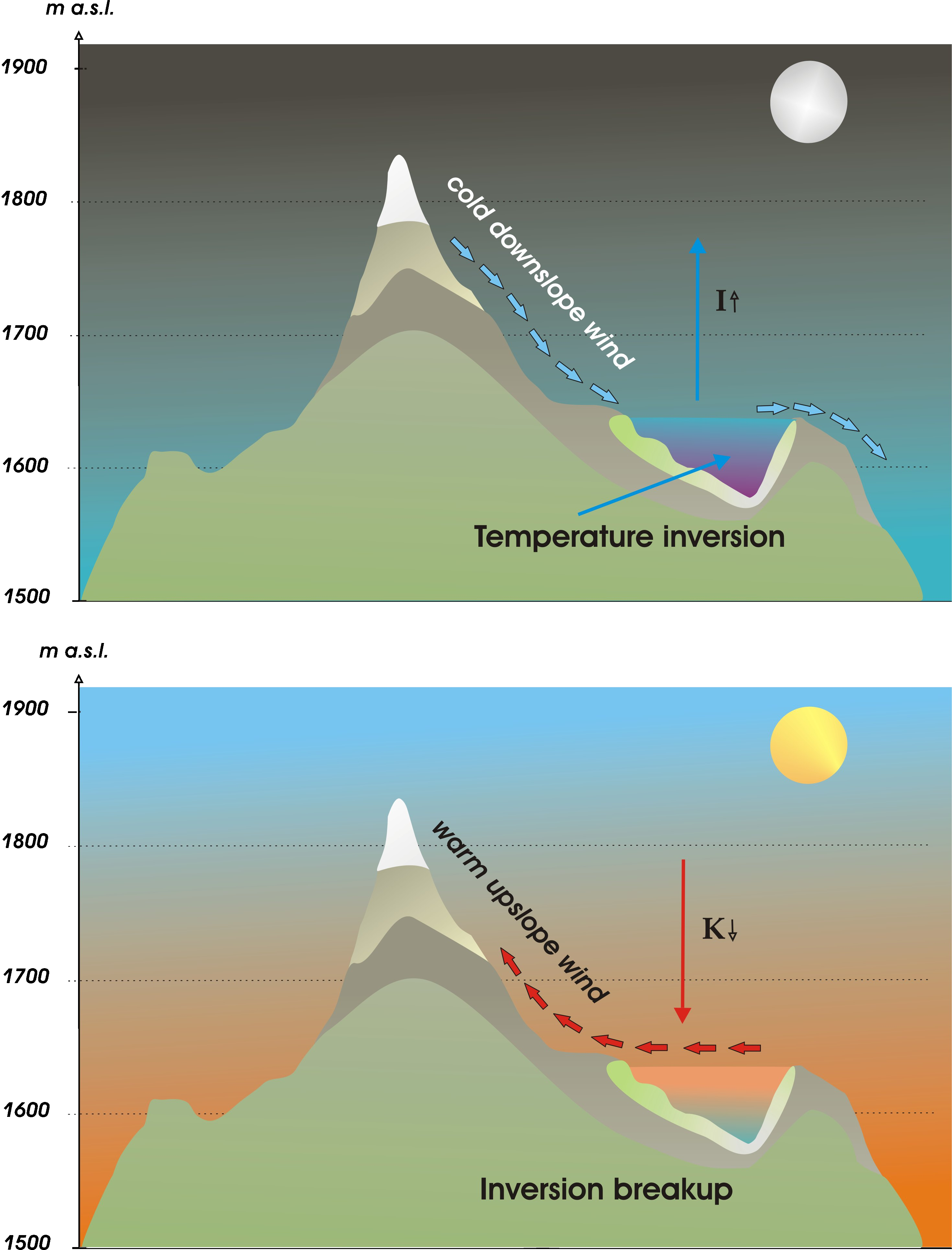
Während der Nacht bilden sich durch Zufluss von Kaltluft, die durch Bodenkontakt abgekühlt ist, extreme Bodeninversionen in kleinräumigen Becken (Kaltluftseen). Tagsüber zerfällt eine solche Inversion zumeist 3 h nach Sonnenaufgang. Nur bei sehr kalter Winterwitterung und durchgehender Schneedecke halten sich Inversionen über mehrere Tage.

Normalerweise nimmt die Lufttemperatur mit steigender Höhe ab, da sich die bodennahe Luft durch den Kontakt mit dem Erdboden erwärmt, während höherliegende Luftschichten Strahlungswärme an den Weltraum verlieren.
Wenn jedoch Rauchgase aus Heizungsanlagen oder Autoabgase bei Windstille zu erhöhten Staubkonzentrationen in den über Siedlungsgebieten liegenden Luftschichten führen, so absorbiert der Staub das Sonnenlicht und erwärmt die umgebende Luft. Vor allem im Winter kann die Staubkonzentration derart ansteigen, dass sich die betroffene Luftschicht über das Niveau der bodennahen Luft hinaus erwärmt und eine Inversionswetterlage entsteht.
Solange sich die Staubschicht durch die Sonneneinstrahlung ausreichend erwärmt und zugleich die übliche Erwärmung des Erdbodens reduziert, verbleibt die Inversionswetterlage. Die Situation kann sich dann oft erst durch aufkommenden Wind ändern.
Solange der bodennahe Kaltluftsee und die darüberliegende „Dunstglocke“ verbleiben, reichern sich Autoabgase und andere Schadstoffe auch in Bodennähe an und führen zusammen mit Bodennebel zum Smog.

## Arten und ihre Entstehung

### Strahlungsinversion / Bodeninversion

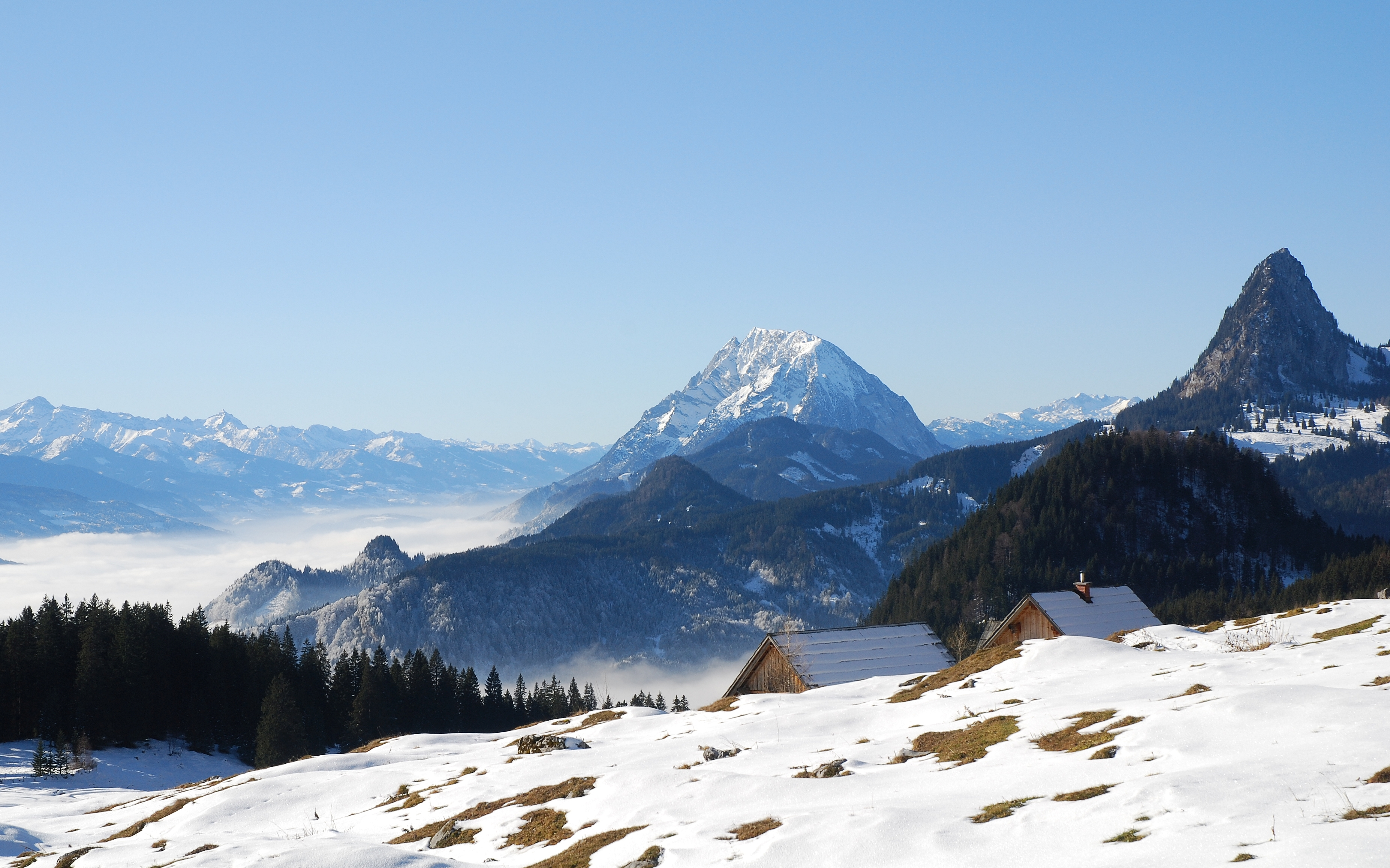
Inversionswetterlage mit tiefer liegender Frostgrenze im Steirischen Ennstal

Eine Strahlungsinversion betrifft in der Regel nur die unmittelbare Nähe zum Erdboden und wird daher auch als Bodeninversion bezeichnet. Sie wird durch die Abstrahlung und damit Abkühlung der Erdoberfläche hervorgerufen und tritt vor allem bei herbstlichen und winterlichen Hochdruckwetterlagen auf, da dann die Temperatur besonders niedrig ist und die fehlende Wolkendecke die nächtliche Auskühlung begünstigt.
Um die Zeit des täglichen Maximums der Lufttemperatur, also zwischen Mittag und drei Uhr, zeigt sich eine stark erwärmte Erdoberfläche, die die darüber befindliche Luft ebenso aufheizt. Aufgrund des dann in Bodennähe überadiabatischen Temperaturgradienten und der folglich labilen Atmosphärenschichtung kommt es zu einer Durchmischung der bodennahen Luftschichten über konvektive Prozesse. Mit zunehmender Tageszeit geht die Sonneneinstrahlung und damit die Erwärmung der Erdoberfläche jedoch zurück. Da die Strahlungsbilanz schließlich negativ wird, beginnt die Erdoberfläche und mit ihr die Luftschichten in Bodennähe auszukühlen. Dadurch entsteht schließlich in den Abendstunden eine zunächst schwache Inversion, wodurch der vertikale Luftaustausch praktisch unterbunden wird. Die im Tagesgang erzeugten wärmeren Luftschichten in größeren Höhen können den Erdboden dadurch nicht an der Auskühlung hindern, die immer weiter voranschreitet. Auch der meist schwächer werdende Wind trägt hierzu bei und verstärkt die Abkühlungstendenz. Bis in die frühen Morgenstunden kann sich dann eine Inversion mit mehreren hundert Metern Mächtigkeit herausgebildet haben. Sie wird daraufhin mit zunehmender Sonneneinstrahlung am Morgen wieder abgebaut und ist spätestens in den Mittagsstunden wieder vollständig verschwunden. Die beim Abbau der Inversion zwangsläufig auftretende Fumigation-Lage mit einer labilen Schichtung am Boden und einer Inversion darüber hält umso länger an, je mächtiger die Inversionsschicht ist. Dieser auch als abgehobene Bodeninversionen bezeichnete Zustand besteht jedoch meist nur über kurze Zeiträume, so dass keine bedeutende Anreicherung von Schadstoffen erfolgt.
Je schwächer der Wind und je besser die Ausstrahlung, desto stärker wird die hieraus resultierende Strahlungsinversion sein. Bestimmte Tal- und Beckenlagen haben daher besonders hohe Inversionsneigung. Besonders bei geringer Bewölkung bildet sich praktisch in jeder Nacht eine solche Inversion heraus. Liegen die Temperaturen dabei unter dem Gefrierpunkt des Wassers, so kommt es zu Frost. Nur ein starker Wind kann diesen verhindern oder zumindest abschwächen und ist damit vor allem für Bauern ein wichtiges Merkmal in unbewölkten Herbst- und insbesondere Frühlingsnächten.
Wenn zusätzlich ein Strahlungsnebel entsteht, kann es aufgrund der erhöhten Albedo auch zu einer länger anhaltenden Strahlungsinversion kommen, die sich dann meist über mehrere Tage hinzieht. Dies erklärt auch einen etwas selteneren Fall der Strahlungsinversion an der Oberseite von Dunstschichten. Da die Albedo hier sehr hoch ist und die Wassertröpfchen stark ausstrahlen, kann die Lufttemperatur so weit sinken, dass sich ebenfalls eine Inversion ergibt. Diese strahlungsbedingten Höheninversionen sind dabei eng an die Stabilität der Dunst bzw. Nebelschicht geknüpft und verschwinden folglich mit dieser. Im Regelfall sinken derartige Inversionen jedoch zunächst auf Bodenhöhe ab, da die Erdoberfläche nicht mehr durch die Sonneneinstrahlung erwärmt wird und dementsprechend auskühlt.
Strahlungsinversionslagen begünstigen die Ausbildung von Industrieschnee.
Ein Beispiel für Bodeninversion ist das im Ober- und Ostallgäu und Kleinwalsertal mit dem Ausdruck Obheiter (= „oben heiter“) belegte Phänomen der Bildung einer Wolkenschicht zwischen Talboden und Berggipfel, wobei es unter den Wolken kühl und trübe, oberhalb der Wolken aber viel wärmer und sonnig ist. Diese Wetterlage ist im Herbst häufig anzutreffen und ist aufgrund der angenehmen Temperaturen und guten Fernsicht bei Wanderern und Bergsteigern beliebt.

### Absinkinversion

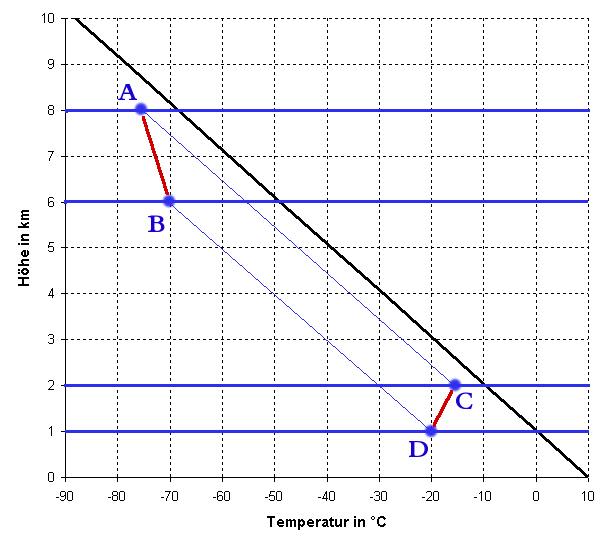
Temperatur-Höhen-Diagramm zur Veranschaulichung der Entstehung einer Absinkinversion

Werden Luftschichten mit großer Mächtigkeit geschlossen in ihrer Höhe versetzt, so zeigt sich der Effekt der unterschiedlichen Weglängen für die einzelnen Luftpakete und damit deren unterschiedliche Abkühlung entsprechend dem jeweiligen Temperaturgradienten. Es kommt zu einer Absink-, Schrumpfungs- oder Subsidenzinversion, die man aufgrund ihrer im Vergleich zu anderen Inversionsschichten großen Höhe auch als Höheninversion bezeichnet.
Bei einer Absenkung steigt der Luftdruck und da die Luft kompressibel ist, nimmt die Schichtdicke folglich ab, was gleichbedeutend zur Erhöhung der Luftdichte ist. Jedes Luftpaket innerhalb dieser Luftschicht wird dabei eigenständig gesenkt und erfährt daher auch eine spezifische Temperaturzunahme. Je größer dabei die Höhendifferenz ist, die das Luftpaket zurücklegt, desto größer ist auch diese Zunahme. Da nun aber ein Luftpaket an der Oberkante der betrachteten Luftschicht einen größeren Weg zurücklegt als ein Luftpaket an der Unterseite der Schicht, nimmt dessen Temperatur auch stärker zu. Dies verändert den Temperaturgradienten innerhalb der dann tieferen Schicht im Vergleich zur ehemals höheren Schicht, was ein Beispiel illustrieren soll.
Betrachtet man eine trockenadiabatisch geschichtete Atmosphäre mit einer Temperatur von zehn Grad Celsius am Boden ergibt sich eine Temperaturabnahme wie in der rechten Abbildung durch die schwarze Linie dargestellt. In ihm ist eine Luftschicht dargestellt, die aus einer Höhe von sechs bis acht Kilometern auf eine Höhe von ein bis zwei Kilometer abgesenkt wurde. Die Schichtdicke und Absenkung ist dabei nicht realistisch und auch die Halbierung der Mächtigkeit entspricht nicht der wirklichen Reduktion des Luftdrucks, wurde also lediglich aus Gründen der Einfachheit willkürlich festgelegt. Im Diagramm wurden vier Punkte besonders hervorgehoben, die jeweils die Ober- bzw. Unterkante der Luftschicht bilden. Vor der Absenkung hatte die Luftschicht folglich an ihrer Oberseite eine Temperatur von −75 °C (A), an der Unterseite von −70 °C (B). Dies entspricht einem außerordentlich unteradiabatischen Temperaturgradienten von nur zweieinhalb Grad Celsius je Kilometer, was jedoch zumindest der Tendenz nach eine Voraussetzung zur Bildung einer Absinkinversion ist. Es folgt die Absenkung der Luftschicht, wobei vor allem die Veränderungen von A nach C und von B nach D betrachtet werden sollen. Die abgesenkte Luftschicht hat dann an ihrer Unterseite eine Temperatur von −20 °C (D) und an ihrer Oberseite von −15 °C (C). Die Temperatur steigt also hier mit fünf Grad Celsius je Kilometer.
Zu einer solchen Temperaturumkehr kommt es nur bei ausgeprägten Hochdruckwetterlagen vor allem im Spätherbst und Winter. Doch auch wenn die Absenkung nicht zur Erzeugung einer Inversion ausreichen sollte, so schwächt sie zumindest den Temperaturgradienten ab und trägt damit zu einer weiteren Stabilisierung der Atmosphäre bei. Dabei kommt es häufig auch zu mehreren, übereinander liegenden Absinkinversionen, die eine recht komplexe Schichtungsstruktur der Atmosphäre bedingen. Ein wichtiger und vergleichsweise stabiler Sonderfall der Absinkinversion ist die Passatinversion. Im gegenteiligen Fall einer Hebung der Luftschicht kann eine Inversion egal welchen Ursprungs hingegen abgebaut werden, zumindest aber erhöht sich der Gradient und die Inversion wird abgeschwächt.
Sichtbar werden Absinkinversionen durch ihre Wirkung als Wolkensperre, denn die vertikale Ausbreitung einer Wolke hört an ihrer Unterseite abrupt auf. Dort ist auch die Luftfeuchtigkeit am größten, während sie bedingt durch die adiabatische Erwärmung an der Oberseite der Inversionsschicht ein Minimum besitzt. Besonders auffällig ist auch, dass man bei einer ausreichend geringen Höhe der Inversionsschicht beobachten kann, dass es in den Bergen oft sehr viel wärmer ist als in den Tälern. So kann eine Höhenzunahme von einem Kilometer nicht selten eine Temperaturerhöhung von 15 °C zur Folge haben.

### Aufgleitinversion

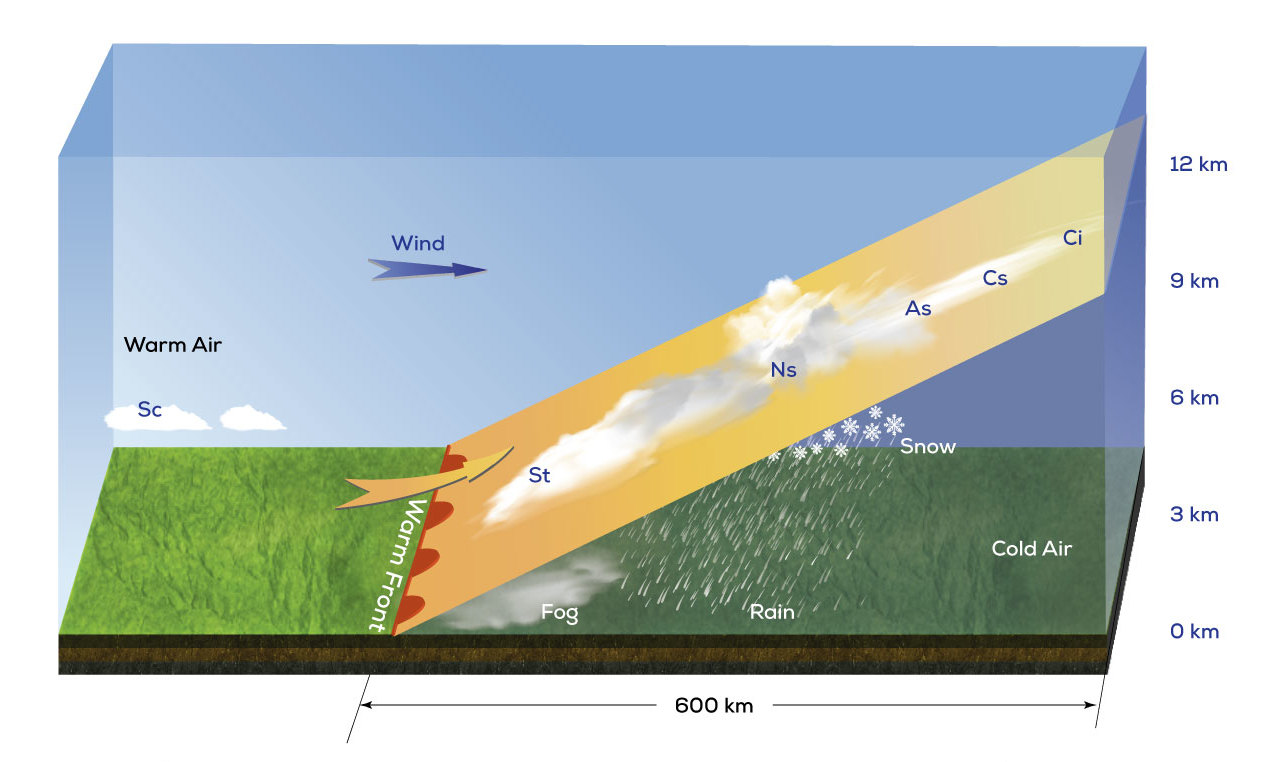
Aufgleitinversion einer Warmfront

Eine Aufgleit- oder Turbulenzinversion wird durch Advektion, also die Heranführung von Luftmassen in der Horizontalen hervorgerufen.
Ein starker Wind bedingt hierbei eine Durchmischung der zunächst unteradiabatisch geschichteten Atmosphäre. Diese Labilität mit starker Vertikalbewegung der Luft führt zu einer zunehmenden Annäherung des Temperaturgradienten an eine adiabatische Schichtung innerhalb der Durchmischungszone. Der Temperaturgradient oberhalb dieser Zone hat sich jedoch nicht verändert und ist weiterhin unteradiabatisch, was relativ zur Durchmischungszone eine Inversion bedingt. Das Phänomen tritt meist dann auf, wenn bei Annäherung einer Warmfront zunächst nur die oberen Luftschichten einen Warmlufteintrag verzeichnen, während dieser in Bodennähe noch nicht angekommen ist. Dies ist vor allem bei Hochdruckgebieten über dem Meer der Fall.
Im Unterschied zu einer Absinkinversion ist die Luftfeuchtigkeit hier an der Oberseite der Inversionsschicht am höchsten, da die herangeführten Luftmassen meist mehr Feuchtigkeit beinhalten als die vorher dort lagernde Kaltluft und die Konvektionserscheinungen einen ständigen Feuchtetransport nach oben bedingten. Unterhalb der Inversion kommt es daher auch häufig zur Bildung von Stratus oder Stratocumuluswolken bei starker und Cumuluswolken bei schwacher Turbulenz. Auch bei Föhn kommt es oft zu Aufgleitinversionen, verbunden mit den hierfür typischen Föhnwolken.

### Marine Inversion

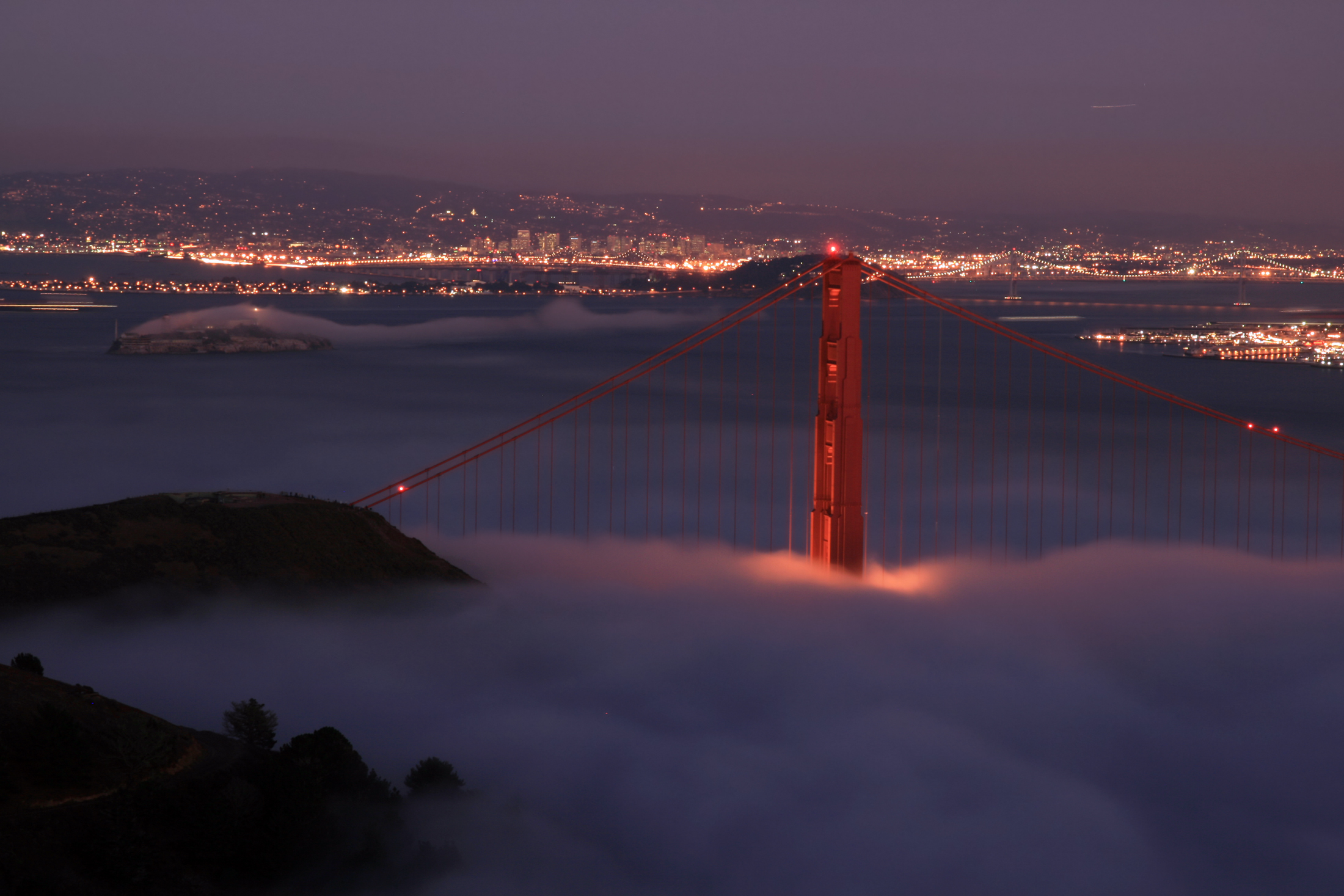
Inversion in der Bucht von San Francisco

Eine marine Inversion kann in der Nähe von großen Gewässern wie an Meeresküsten oder der Region der Großen Seen auftreten, wenn die Wassertemperatur deutlich kälter ist als die Luft, die sich darüber bewegt. Das kalte Wasser führt zu einer Abkühlung der untersten Luftschichten bis zu dem Punkt, an dem sich Wolken bilden. Wegen seiner Häufigkeit im Frühsommer wird die marine Inversion in Südkalifornien oft als „May Grey“ oder „June Gloom“ bezeichnet.

### Tropopause
Eine sehr stabile Inversion wird durch die Tropopause gebildet und erklärt sich durch die in einer Höhe von 10 bis 15 Kilometern langsam zunehmende Ozonkonzentration. Das Ozon absorbiert den sehr kurzwelligen UV-B-Teil der Sonneneinstrahlung und führt damit zu einer Temperaturerhöhung entgegen dem allgemeinen Trend der Temperaturabnahme.

## Bedeutung

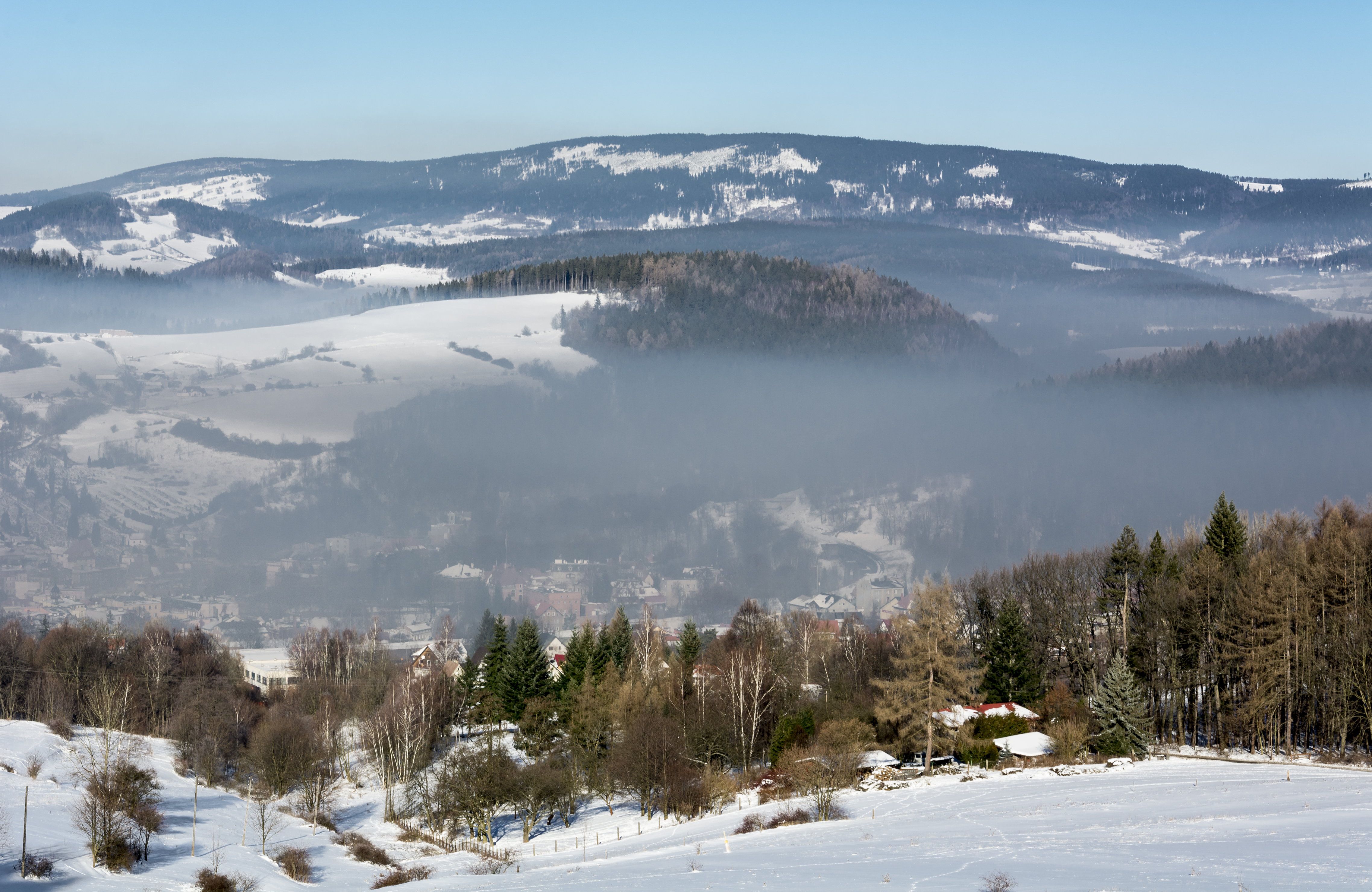
Inversionswetterlage mit Smog über Nowa Ruda

Durch die Inversion wird die untere Luftschicht von der oberen abgeschirmt, man spricht von einer stabilen Schichtung. Dies liegt an der höheren Dichte der kälteren Luftschicht, welche diese am Boden hält und die turbulente Vermischung mit der darüber liegenden wärmeren Luftschicht weitgehend unterdrückt. Die durch Inversionen hervorgerufenen bodennahen Kaltluftblasen sind weltweit für Kälterekorde verantwortlich.
Da der übliche vertikale Luftaustausch durch die Inversionsschicht unterdrückt wird, kommt es in Industriegebieten und über Ballungszentren zu einer Ansammlung von Luftschadstoffen in der kühleren, unteren Schicht. Eine besonders starke und gerade über Ballungszentren auftretende Erscheinungsform einer solchen Luftverschmutzung ist der Smog. Oberhalb der Inversionsschicht ist die Fernsicht dagegen deutlich erhöht, wobei der Blick meist eine großflächige Dunstbildung in Bodennähe offenbart.
Inversionswetterlagen bewirken auch geänderte Ausbreitungsbedingungen für Funkwellen, da diese am Dichteübergang zurück ins dichtere Medium, hier die kalte Bodenluft, reflektiert werden (Totalreflexion). Funkamateure nutzen diesen Effekt, um die Reichweite ihrer Signale zu erhöhen. Beim UKW-Rundfunk kommt es zu Überreichweiten, die bei DX-Hörern und Funkamateuren mit Richtantennen beliebt sind, sich sonst aber wegen überlappender Abdeckung gegenseitig stören. Auf gleicher Grundlage begünstigt eine Inversionswetterlage die Ausbreitung von Schall in Bodennähe. Dieser wird zum Boden hin gebrochen und kann sich über große Distanzen ausbreiten. Die Schallgeschwindigkeit ist in warmer Luft größer als in kalter.
Die Inversionswetterlagen haben in bestimmten Regionen auch eine beachtliche touristische Bedeutung: Wo der Höhenunterschied zwischen einer größeren Stadt und ihrem Hausberg so groß ist, dass dessen Gipfel dann meistens über dem (Hoch-)Nebel ist, wird damit geworben, dass man ihm mit der örtlichen Bergbahn entfliehen kann, so etwa von Freiburg auf den Schauinsland oder von Zürich auf den Üetliberg.